# Decemberkrisen 1768
Decemberkrisen 1768 var en politisk kris som utlöstes i Sverige när kung Adolf Fredrik detta år vägrade att skriva under regeringshandlingar som en protest mot sin begränsade makt. Krisen tvingade fram en ny riksdag. 

## Bakgrund
Det svenska partiväsendet var vid denna tid djupt korrupt. Mösspartiet tog emot mutor från Ryssland, medan Hattpartiets ledamöter avlönades av Frankrike. Mössorna hade tagit över regeringsmakten, men byråkratin dominerades av Hattarna. Mössornas försök att bryta den byråkratiska oppositionen fick hattcheferna att samlas till överläggning, och de beslutade sig för att försöka få en riksdag sammankallad, där man med hjälp av det missnöje som fanns med regeringen skulle försöka störta Mössorna från makten.
Som redskap för att tvinga fram riksdagskallelsen skulle man använda kung Adolf Fredrik. Honom fick man över på sin sida genom ett skriftligt löfte av Scheffer, Hermansson och andra hattchefer att på riksdagen arbeta för att hela den verkställande makten skulle överlämnas åt kungen och ständernas befogenhet inskränkas till lagstiftning och beskattning. På det villkoret lovade Adolf Fredrik att slå ett slag för saken redan på nästa rådssammanträde, den 12 december 1768. Kronprins Gustav hade gjort allt han förmådde för att uppmuntra fadern till att agera. Prinsen fruktade att Sverige skulle gå samma öde till mötes som Polen, som höll på att förlora sin självständighet och senare kom att delas upp mellan Österrike, Preussen och Ryssland. I sin dagbok skrev Gustav den 7 november 1768: "Nyheterna från Polen alltid desamma. Oredan och bestickligheten visa oss vårt öde, om ej snar hjälp kommer genom kraftiga och avgörande åtgärder."

## Kungen abdikerar
När den 12 december var inne följde kronprinsen sin far till rådkammaren och läste på hans anmodan en skrivelse. I denna skrivelse hänvisade kungen till Kammarkollegiets skildring av nöden i landet och till en mängd böneskrifter som kronprinsen nyligen fått motta under en resa i Bergslagen. Med anledning av detta yrkade kungen nu på att en urtima riksdag skulle sammankallas så skyndsamt som möjligt. I annat fall – så slutade skrivelsen – "nödgas jag härmed förklara, att jag i den händelsen avsäger mig en regeringsbörda, som genom otaliga nödlidandes tårar och ett dageligt rikets försvagande bliver mig alldeles odräglig". Adolf Fredrik tillade muntligen att han väntade svar senast tre dagar därefter.
När den utsatta tredagarsfristen lupit ut hade rådsherrarna enat sig om att svara kungen att hans åtgärd att abdikera var olaglig. Hans Maj:t hade nämligen mottagit sin krona av riksens ständer, och endast inför dem kunde han nedlägga den. Denna framställning lästes upp inför kungen den 15 december, då han tillsammans med kronprinsen infann sig i rådkammaren. Adolf Fredrik svarade genast att han inte kunde uppfatta rådets yttrande annat än som ett avslag på sin begäran och till följd av detta nu nedlade regeringen, till dess ständerna sammankallades.

## Ny riksdag utlyses
Rådsherrarna beslutade först, efter en tids tvekan, för att försöka regera med kungens namnstämpel tills den lagliga tiden för riksdagens sammanträde inträffade – alltså i nära ett helt år – och vädjade genom skrivelser till ämbetsverkens chefer. Men flera av dessa chefer hade ju redan på förhand gjort gemensam sak med kungen. Först sammanträdde de fyra ämbetsverk, som hade sina chefer bland de ivrigaste hattarna, till gemensam överläggning, och resultatet blev en samfälld förklaring till rådet att de inte kunde åtlyda rådsherrarnas befallningar eller förrätta sina sysslor förrän kungen återtagit regeringen. Exemplet följdes av det ena ämbetsverket efter det andra: alla förklarade att de inte kunde fungera under nuvarande förhållanden. Överstarna för gardet och artilleriet infann sig i rådkammaren och förklarade att de inte kunde svara för sina truppers hållning och lugnets upprätthållande i huvudstaden. Det såg också hotfullt ut i staden. Folkskockningar uppstod här och där, och massan tog tydligt parti mot rådet. Även överståthållaren kom upp i rådkammaren i spetsen för Stockholms magistrat och framförde samma slags besked som de centrala ämbetsverken.
Den 20 december, sedan Sverige formellt hade saknat monark i fem dagar, gick rådet med på att utlysa en ny riksdag. Det gjordes också ett löfte om reformer i författningen. Adolf Fredrik gick då med på att återta sin abdikation.    
Vid den följande riksdagen 1769–70 förverkligades dock ingen av de utlovade reformerna, och kungahuset fick i stället, som vid tidigare liknande tillfällen, nöja sig med att få sina skulder betalade och höjt apanage.   
Decemberkrisen beskrivs som det enda tillfälle då Adolf Fredrik personligen agerade för att stärka kungamakten. Tidigare försök av samma slag hade skett på drottning Lovisa Ulrikas initiativ. Redan året innan hade Louis Auguste Le Tonnelier de Breteuil, Frankrikes sändebud i Sverige, lagt fram ett förslag om en svensk statskupp till förmån för ökad kungamakt för det så kallade Hovpartiet. Under decemberkrisen förekom överläggningar inom Hovpartiet om att använda krisen för en statskupp. Lovisa Ulrika motsatte sig dock sådana planer och förespråkade överenskommelser med både Hattarna och Mössorna, men det var nu i stället kronprins Gustav som Hovpartiet vände sig till som ledaren för en eventuell kupp. Kuppförsöket inställdes dock på grund av att Hattarna bröt en träffad överenskommelse.